# August Spies
August Vincent Theodore Spies ([Alemanha]], 10 de dezembro de 1855 – 11 de novembro de 1887) foi um ativista anarquista alemão, que lutou em defesa dos direitos básicos aos trabalhadores nos Estados Unidos, país para o qual imigrou. Foi julgado e considerado culpado de conspiração e enforcado, juntamente com Albert Parsons, Adolph Fischer e George Engel, em consequência de um ataque a bomba à polícia durante a revolta de Haymarket. Entre os anarquistas de todo o mundo, Spies é lembrado como um dos cinco mártires de Haymarket.